# Irritila

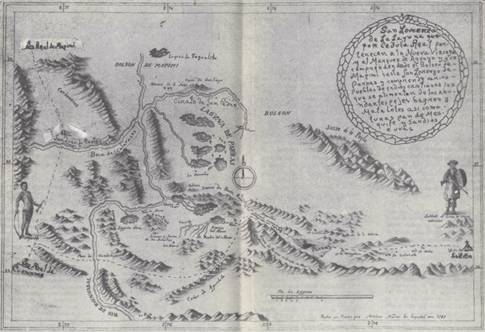
Mapa de los pueblos y lugares de Saltillo, Parras, Álamo, Hornos y Cuencamé, de la Intendencia de Durango (Nueva Vizcaya), por Melchor Núñez de Esquivel. 1787.

Los irritila o laguneros son una etnia casi extinta de Coahuila y Durango (en México). Se ubicaban en el área de la comarca lagunera, rodeados de grandes macizos orográficos, en los alrededores de la laguna de Mayrán, llamada anteriormente “Laguna grande de la Nueva Viscaya”. Dicha laguna era la más grande de una serie de lagunas como la Laguna del Álamo o la Laguna de Tlahualilo.
Los irritilas estaban asentados en estas lagunas (de allí el nombre de “laguneros”), y allí se ubicaban sus aldeas principales.
Las crónicas jesuitas mencionan en La misión de Parras que esta etnia no era homogénea, sino que estaba compuesta por más de doce tribus de lengua distinta pero que se comunicaban entre sí en náhuatl.
Cuadro de las tribus laguneras
| Regiones                        | Tribu                                                                                         |
| ------------------------------- | --------------------------------------------------------------------------------------------- |
| Valle de Parras                 | - Miopacoas - Meviras - Hoeras - Maiconeras - Payos                                           |
| Laguna de San Pedro y Río Nazas | - Paogas - Caviseras - Vasapalles - Ahomamas - Yanabopos - Daparabopos - Salineros - Neguales |
| Sierra                          | - Ochoes - Alamamas                                                                           |

## Alimentación y costumbres de caza
Los del Valle y la Sierra se alimentaban de la caza, especialmente de  liebres,  conejos, topos, venados y en algunas ocasiones osos; así como de la recolección de frutos y raíces silvestres.
Los de la  Laguna de San Pedro, y orillas del río Nazas, aprovechaban, además de la caza y la recolección, la pesca y la caza de patos y garzas. Usaban la “nasa”, una especie de cesta con un orificio para que los peces entraran pero no pudieran salir, la sumergían en el agua y la sacaban al día siguiente colmada de peces.
Los irritilas usaban también una técnica para cazar patos muy peculiar ya que se sumergían durante mucho tiempo en el agua respirando por medio de un popote y cuando pasaba nadando un pato, únicamente lo jalaban de los pies y lo ahogaban en el agua.

## Cultura
Habitaban chozas tipo campana hechas de carrizo y zacate; cada familia tenía su propio fogón y vestían con pieles de animales curtidas.
Fueron excelentes en la creación de cordajes y textiles que decoraban en colores rojo, azul y café. Con las fibras tejían sandalias, petates, redes, guardapúas, turbantes y cuerdas de diferentes grosores.
Su adorno corporal lo realizaban con vértebras de animales, conchas y cuentas de caracolillo.

## Historia
En 1557 los españoles fundan Zacatecas y de ahí avanzan en caravanas de conquista hacia el norte, siempre buscando minas de oro y plata y en 1563 fundan Durango, desde donde salen expediciones en todas direcciones; así llegan a la gran laguna a cuyas orillas había muchos pobladores irritilas.
En la Real Cédula del 6 de abril de 1594, Felipe II dio su permiso a la Compañía de Jesús para que sus miembros iniciaran los trabajos de evangelización en la comarca a la cual llamó “Provincia de La Laguna”.
En los informes anuales de los sacerdotes se encontraron algunas descripciones:
Año 1595: Por la tanta barbaridad de los naturales, que ni tienen casa ni son capaces de política alguna, baste decir de ellos que andan desnudos y que no tienen casa ni asiento determinado, ni siembran ni tienen dónde, ni comen más de lo que la tierra voluntariamente les produce de tuna, maguey, mezquite y otras yerbas y algún pescado de la laguna y río que llaman de las Nazas. Y aunque quisieran los Ministros del Evangelio vivir entre ellos, con toda incomodidad, hay otra mayor: de no estar seguros en su compañía sino con mucho peligro de que, por su antojo o por satisfacer su hambre los maten y coman…
Año 1596: Los indios de la Laguna, son medio peces, medio hombres, habitan en el agua y parte en tierra, pero en ninguna parte tienen habitación fuerte, no siembran ni cogen más de lo que la tierra voluntariamente les ofrece de raíces y caza, y así nunca están en un lugar determinado y cierto, sino donde les parece hallar sustento, hoy aquí, mañana acullá y para andar más desembarazados para esto, suelen matar a sus hijos supersticiosamente...". y al respecto de la fundación de una misión en La Laguna, lamentándose no haber "hallado en ella los españoles intereses de minas de plata y oro, no han querido poblarla, y como en estos tiempos el celo es poco y la codicia es mucha, donde la plata abre el camino, entra el Evangelio, y donde no, apenas hay quien la lleve…
Hacia 1687 los jesuitas que había en la región fueron expulsados, lo que produjo que los poblados fueran abandonados, los indígenas aborígenes regresaron al campo donde se extinguieron.